# Ecomuseo del paesaggio di Parabiago

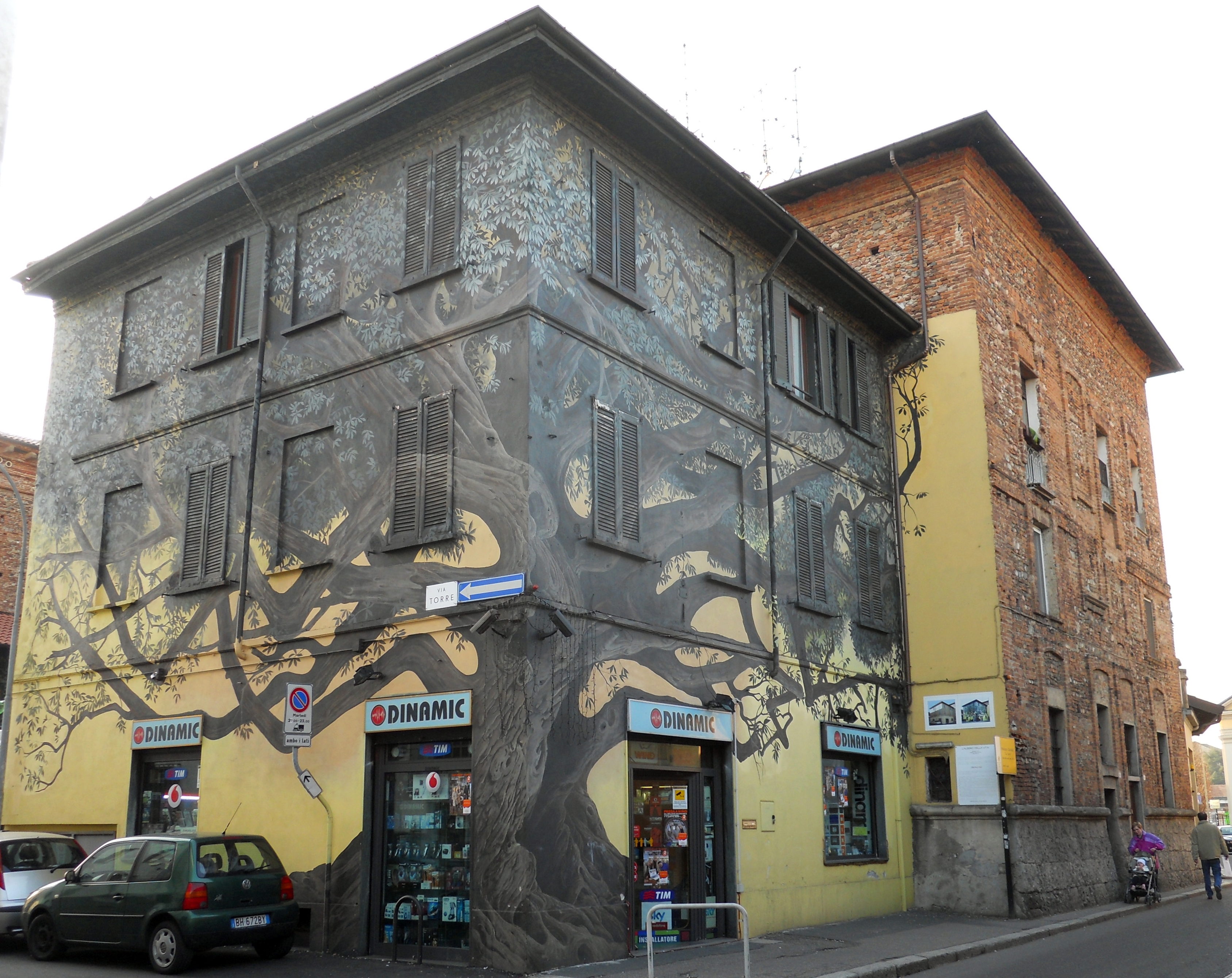
Palazzo Castelli "La Torre". L'albero della vita.

L'Ecomuseo del paesaggio di Parabiago è un ecomuseo della provincia di Milano. L'ecomuseo viene costituito nel 2008, è riconosciuto dalla Regione Lombardia ed è gestito dal Comune di Parabiago.

## Storia
L'Ecomuseo del Paesaggio nasce nell'ambito delle attività dell'Agenda 21 locale di Parabiago, un comune situato lungo l'asse del Sempione a circa 25 km da Milano. L'ecomuseo viene istituito ufficialmente dalla Giunta Comunale di Parabiago il 14 maggio 2008 e viene riconosciuto dalla Regione Lombardia ai sensi della L.R. n.13/2007 sugli Ecomusei.
L’ecomuseo è un’istituzione culturale con l’obiettivo di aiutare i residenti a Parabiago e i visitatori ad apprezzare, a riconoscere e comprendere il paesaggio per prendersene cura e per migliorarlo. L’ecomuseo di Parabiago, grazie ad un percorso di partecipazione permanente, è diventato un patto con cui la comunità si è impegnata a lavorare insieme per la cura del territorio.
Il progetto si arricchisce di giorno in giorno grazie al contributo delle istituzioni, associazioni e imprese del territorio e dei cittadini, chiamati a collaborare condividendo ducumentazione (interviste, disegni, fotografie) e partecipando al forum e ai gruppi di lavoro per la redazione e l'attuazione del piano di azione pluriennale dell'ecomuseo.
L'ecomuseo ha come ambito territoriale l'intero territorio comunale di Parabiago, e racconta l'evoluzione e le trasformazioni che il paesaggio ha subito nel tempo, per far emergere le relazioni fra passato e presente, fra il territorio e la comunità che nel corso dei secoli lo ha abitato. L'ecomuseo ha realizzato alcuni itinerari culturali alla ri-scoperta del patrimonio che caratterizza la città di Parabiago: non soltanto dunque il paesaggio naturale e agricolo (il comune è infatti compreso fra i parchi del Roccolo e dei Mulini), ma anche quello urbano (con circa il 50% della superficie comunale), con una particolare attenzione a quanto realizzato dalle persone che abitano questo ambiente e che nel tempo hanno contribuito a definirlo.

## LaMappa della Comunità
L'Ecomuseo del Paesaggio si propone di presentare e valorizzare i luoghi fisici, gli oggetti materiali (reperti di epoca romana, mulini, chiese e antichi palazzi) e, soprattutto, la memoria collettiva di una comunità e del territorio che la ospita: dunque anche antichi saperi, mestieri tradizionali (come i firunatt di Villastanza), pratiche oggi quasi del tutto scomparse, ma che in passato hanno segnato lo sviluppo della città e dei suoi abitanti.
Per avviare il progetto è stata realizzata una Mappa di Comunità, attraverso la quale la gente che abita Parabiago ha potuto raccontare ad altri, o ricordare a se stessa, i punti fondamentali della propria storia e del proprio patrimonio. All'interno della mappa trovano dunque posto luoghi, personaggi, toponimi dialettali, piatti tipici, modi di dire, tutto ciò insomma che contraddistingue e rende unica Parabiago e i suoi abitanti.
Dopo un anno di lavoro è stata realizzata la Mappa della comunità di Parabiago, una delle prime in Lombardia.
La Mappa è stata redatta grazie ad un gruppo di lavoro costituito all'interno del Forum per l'Ecomuseo. Il gruppo, aperto a tutti, è costituito da associazioni, tecnici comunali, politici e singoli cittadini di Parabiago e dei comuni limitrofi. Fondamentale è stato anche l'aiuto delle scuole che hanno redatto le loro mappe ed hanno ispirato il lavoro degli adulti. La realizzazione grafica è invece dell'artista locale Patrizio Croci, esperto di mappe che ha disegnato per anni per alcune riviste a tiratura nazionale. La differenza con le altre mappe è che Croci per realizzare la mappa della comunità di Parabiago si è basato su quanto è emerso dal gruppo di lavoro.

## Il patrimonio materiale
A partire dal mese di dicembre 2006 sino al giugno 2007, è stato distribuito un questionario sul paesaggio intitolato “Luoghi del cuore” ai partecipanti del Forum dell'Ecomuseo, agli studenti delle scuole di Parabiago e delle sue frazioni, che partecipano agli itinerari educativi proposti nell'ambito del progetto Ecomuseo del paesaggio, ai loro genitori e ai loro nonni.
I dati raccolti ed elaborati (circa 400 questionari) si sono rivelati un utile strumento finalizzato a fornire al Forum dell'Ecomuseo alcune indicazioni per la redazione della Mappa della Comunità e per censire il patrimonio materiale da preservare e migliorare nell'ottica dello sviluppo sostenibile.
Di seguito vengono indicati i luoghi segnalati in ordine di voti ottenuti (con asterisco sono indicati quelli riportati sulla Mappa della Comunità).
1. Piazza Maggiolini*
2. Villa Corvini* e Parco Corvini
3. Chiesa dei Santi Gervasio e Protasio*
4. Parco del Roccolo*
5. Canale Villoresi/pista ciclabile*
6. Fiume Olona*
7. Cascine*/maneggio
8. Boschi*
9. Chiesa Parrocchiale/piazza di Indipendenza a Villastanza*
10. Palazzo Castelli detto "la Torre" in via San Michele angolo via Torre*
11. Torre astronomica del Collegio Cavalleri*
12. Museo "Carla Musazzi"*
13. Chiese*/piazze/strade*
14. Mulini*
15. Oratori*
16. Chiesa e monastero di Sant'Ambrogio*
17. Chiesa San Michele/piazza Mercato*
18. Corsi d'acqua/reti irrigue*
19. Campi coltivati/prati*
20. Chiesa Madonna di Dio il sa*
21. Verde cittadino
22. scuole (Manzoni, Istituto Maggiolini, Liceo Cavalleri, Elementari San Lorenzo)*
23. Campo sportivo Libero Ferrario
24. Case e palazzi*
25. Campo sportivo Rino Venegoni e piscina
26. Piazza/Chiesa Parrocchiale di San Lorenzo*
27. Ferrovia/stazione*
28. Casa di Giuseppe Maggiolini*
29. Casa di Giuseppe Giannini
30. Luoghi di produzione/spacci/fabbriche di calzature
31. Chiesa Gesù Crocifisso/piazza Paolo VI*
32. Villa Gajo*
33. Piazza mercato (Parabiago)
34. Municipio*
35. Piazza Magenta (Villastanza)
36. Mulino Bert*
37. Biblioteche/archivi pubblici e privati
38. Cascina S. Lorenzo
39. Vigneto*
40. Piste ciclabili
41. Piazza Libertà
42. Cascine/mulino dei Bongini
43. viale della Rimembranza
44. Ricovero anziani
45. Forno di Villapia
46. Museo Crespi Bonsai*
47. Chiesa Madonna della Neve a Ravello*
48. Cave*

## Il patrimonio immateriale
L'Ecomuseo sta raccogliendo documentazione (interviste audio/video, immagini e pubblicazioni) sul patrimonio immateriale.
Sono disponibili:
- poesie in dialetto del poeta di Villastanza Augusto Boldorini detto "Gibak",
- intervista all'ultimo "firunatt" di Villastanza il Sig. Giulio Domeni detto "Giuli Pulota"
- la lezione sugli usi e costumi di Parabiago tenuta anni fa da Biagio Ferrario
- un e-book sulle ricette tradizionali
- un e-book sul mestiere dell'apicultore
- un e-book su filastrocche e proverbi
- due e-book sul dialetto
- un e-book sui giochi... che non si giocano più

## Atlante dei toponimi
L'Ecomuseo sta redigendo un catalogo di toponimi dialettali e non per realizzare un atlante.
Alcuni toponimi sono già stati inseriti nella mappa della comunità.
Nella mappa interattiva è possibile aggiungerne altri.
Un esempio segnalato dalla Sig.ra Maria:
"la STRAA SCER (Strada campestre per Cerro) che parte dalla zona vicino al cimitero di San Lorenzo e arriva a Cerro. Percorso tutto a curve... da qui il detto "Te ve dris me la straa Scer" Vai dritto come la strada per Cerro. Ricordo quando le bambine volevano pettinarsi da sole e facevano la "riga" che divideva i capelli, se non era fatta bene le mamme dicevano: " te fa la straa sceer"."

## Didattica e offerta culturale
L'Ecomuseo sta effettuando attività didattiche sul paesaggio per scuole di ogni ordine e grado.
Ha inoltre attivato stage e tesi di laurea con le Università milanesi, l'ITC Maggiolini di Parabiago e Mattei di Rho.
L'Ecomuseo organizza anche visite guidate alla riscoperta del paesaggio urbano e agricolo.  È possibile visitare l'Ecomuseo attraverso il sistema “Parabiago 3.0 - Percorrere, fruire, condividere il patrimonio culturale”. Attraverso internet e i moderni telefonini è possibile visitare la città di Parabiago e conoscerne il patrimonio culturale e naturale. Parabiago 3.0 consente di percorrere itinerari tematici, fruire meglio del patrimonio della città e partecipare contribuendo al miglioramento del sistema stesso. Sono attivi alcuni itinerari di visita: Itinerario del Riale, Itinerario Virgiliano, Itinerario del '700: Giuseppe Maggiolini, Tracce d'infanzia (e non solo), Città dei ragazzi, Coltiva Parabiago, mangiando, Itinerario del Villoresi, Itinerario della Battaglia di Parabiago e dei Mulini lungo l'Olona, Itinerario della vite del Roccolo, OlonaGreenWay, Itinerario Storico-industriale, Itinerario Medievale.

## Itinerario del Maggiolini
In occasione del duecentesimo anniversario della morte di Giuseppe Maggiolini è stato predisposto un itinerario autoguidato (con audioguida) che conduce nei principali luoghi legati al celebre intarsiatore parabiaghese. 

## Itinerario Virgiliano
Partendo dalla lettura delle opere di Virgilio è stato individuato un percorso lungo il quale è possibile ritrovare piante e ambienti naturali che l'autore latino ha citato nelle sue opere, perché da oltre 2000 anni caratterizzano il paesaggio agrario della Pianura Padana.
Sono stati messa a dimora, nel parco comunale di via Ovidio/Virgilio, alcuni filari di vite maritata all'orniello, secondo la modalità in uso nella Gallia Cisalpina ai tempi di Virgilio (arbustum gallicum).

## Sede e Centro di documentazione
L'Ecomuseo è dotato di un centro di documentazione presso la Sede decentrata del Municipio di Parabiago in via Ovidio 17, dove è possibile:
- Ricevere informazioni
- Consultare la documentazione presente
- Prenotare visite guidate all'Ecomuseo
- Ricevere gratuitamente copie delle pubblicazioni realizzate nell'ambito del progetto

Gran parte del materiale (fotografie, video, cartografie, ebook) è disponibile anche on line attraverso il progetto "banca della memoria".